# Paruline de Zeledon
Zeledonia coronata
Pour les articles homonymes, voir Zeledón.
Famille
Genre
Espèce
Statut de conservation UICN

 LC  : Préoccupation mineure
La Paruline de Zeledon (Zeledonia coronata), ou Zélédonie couronnée, seule représentante de la famille des Zeledoniidae, est une petite espèce de passereaux des forêts d'altitude (plus de 1 500 m) du Costa Rica et du Panama.

## Position systématique
Longtemps considérée comme proche des Saxicolini, cette espèce aberrante (la seule du genre Zeledonia) était historiquement classée dans une famille distincte, les Zeledoniidae. Les méthodes génétiques par hybridation de l'ADN l'avaient rapproché des Parulinidae, lui valant le nom de « Paruline de Zeledon », mais l'espèce est désormais de nouveau classée dans une famille à part entière.

## Étymologie
Le nom du genre Zeledonia est dédié par Ridgway à l'ornithologue costaricien José Cástulo Zeledón (1846-1923).